# Ентоні Ралстон
Ентоні Ралстон (англ. Anthony Ralston, нар. 16 листопада 1998, Беллсгілл) — шотландський футболіст, правий захисник клубу «Селтік».
Грав за молодіжну збірну Шотландії.

## Клубна кар'єра
Народився 16 листопада 1998 року в Беллсгіллі. Вихованець футбольної школи клубу «Селтік».
У дорослому футболі дебютував 2015 року виступами на умовах оренди за чотирилігову команду «Квінз Парк». А наступного року, повернувшись до структури «Селтіка», дебютував у складі його головної команди у Шотландській Прем'єр-лізі.
Довгий час юний захисник не міг пробитися до основного складу рідної команди, натомість отримував ігрову практику виступами на правах оренди за  «Данді Юнайтед» у 2018 та за «Сент-Джонстон» протягом 2019—2020 років.
Сезон 2021/22 22-річний на той момент гравець нарешті розпочав як основний правий захисник «Селтіка».

## Виступи за збірні
2016 року дебютував у складі юнацької збірної Шотландії (U-19), загалом на юнацькому рівні взяв участь у 5 іграх.
Протягом 2017–2018 років провів дві гри у складі молодіжної збірної Шотландії. На молодіжному рівні зіграв у 2 офіційних матчах.

## Статистика виступів

### Статистика клубних виступів
Станом на 28 грудня 2017
| Сезон              | Клуб               | Чемпіонат          | Чемпіонат | Чемпіонат | Національний кубок | Національний кубок | Національний кубок | Континентальні кубки | Континентальні кубки | Континентальні кубки | Суперкубки | Суперкубки | Суперкубки | Усього | Усього |
| Сезон              | Клуб               | Ліга               | Ігор      | Голів     | Ліга               | Ігор               | Голів              | Ліга                 | Ігор                 | Голів                | Ліга       | Ігор       | Голів      | Ігор   | Голів  |
| ------------------ | ------------------ | ------------------ | --------- | --------- | ------------------ | ------------------ | ------------------ | -------------------- | -------------------- | -------------------- | ---------- | ---------- | ---------- | ------ | ------ |
| 2015-січ. 2016     | «Квінз Парк»       | ШЛ2                | 11        | 1         | КШ+КЛ              | 1+0                | 0                  | -                    | -                    | -                    | ШКВ        | 3          | 0          | 15     | 1      |
| січ.-черв. 2016    | «Селтік»           | ПЛ                 | 1         | 0         | КШ+КЛ              | 0                  | 0                  | -                    | -                    | -                    | -          | -          | -          | 1      | 0      |
| 2016–17            | «Селтік»           | ПЛ                 | 1         | 0         | КШ+КЛ              | 0+1                | 0                  | ЛЧ                   | 0                    | 0                    | -          | -          | -          | 2      | 0      |
| 2017-січ. 2018     | «Селтік»           | ПЛ                 | 3         | 0         | КШ+КЛ              | 0+2                | 0+1                | ЛЧ                   | 2                    | 0                    | -          | -          | -          | 7      | 1      |
| Усього за «Селтік» | Усього за «Селтік» | Усього за «Селтік» | 5         | 0         |                    | 3                  | 1                  |                      | 2                    | 0                    |            | -          | -          | 10     | 1      |
| Усього за кар'єру  | Усього за кар'єру  | Усього за кар'єру  | 16        | 1         |                    | 4                  | 1                  |                      | 2                    | 0                    |            | 3          | 0          | 25     | 2      |

### Статистика виступів за збірну
Станом на 28 грудня 2017